# Steve Yzerman
Stephen «Steve» Gregory Yzerman —nacido el 9 de mayo de 1965 en Cranbrook, Columbia Británica— es un exjugador canadiense de hockey sobre hielo. Jugó toda su carrera profesional en la NHL con los Detroit Red Wings entre 1983 y 2006, cuando se retiró debido a diversos problemas de salud, principalmente en la rodilla. El 30 de enero de 2007, aceptó el cargo de entrenador de la Selección canadiense de hockey sobre hielo reemplazando a Wayne Gretzky. El 25 de mayo de 2010, se convirtió en el nuevo Gerente general del equipo estadounidense Tampa Bay Lightning.
Apodado «El Capitán», debido a su lealtad con los Wings, del que fue capitán durante 20 años. Recompensado a menudo con títulos individuales y colectivos, es considerado como uno de los jugadores más importantes en la historia del hockey. Es parte del círculo de exponentes de este deporte con más de 600 goles, así como dentro de aquellos con más de 1.700 puntos y figura en los primeros lugares del ranking de directores técnicos de la NHL. Desde 2006, es vicepresidente de los Detroit Red Wings.
Con la selección nacional canadiense, participó en las finales olímpicas de 1998 en Nagano y de 2002 en Salt Lake City, donde compartió el título olímpico junto a su equipo. También representó a Canadá en el Campeonato del mundo de hockey sobre hielo júnior, en varias Copas Canadá y durante la Copa del mundo de la especialidad de 1996.

## Vida personal
Steve Yzerman es el tercer hijo de Ron y Jean Yzerman. Nació en Cranbrook, municipio cercano a Vancouver en la Columbia Británica. Aprendió a patinar a la edad de siete años —tarde para un jugador de hockey, dado que la mayoría de éstos comienzan a patinar mucho antes. A los nueve años, la familia se traslada a Nepean, un suburbio de Ottawa en Ontario; es aquí donde Steve termina su infancia e inicia su adolescencia, y además, es donde comienza a jugar hockey de alto nivel. 
El 10 de junio de 1989 se casa con Lisa Brennan —ahora Lisa Brennan Yzerman. De esta unión, nacieron tres hijos: Isabel Katherine (n. 1994 ), Maria Charlotte (n. 1998) y Sophia Rose (n. 1999).

## Biografía deportiva

### Participación en las ligas menores
Yzerman comenzó a jugar hockey de alto nivel en el equipo Nepean Raiders Junior A mientras asistía a la Bell High School; dicho equipo participaba en la Liga central de hockey júnior. Después de una temporada en los Raiders, los Peterborough Petes de la OHL lo recluta, pasando a ocupar la posición de centro desde 1981 a 1983.
El draft de entrada a la NHL de 1983 fue el primero para Mike y Marian Ilitch, quienes habían comprado los Detroit Red Wings en el verano de 1982. Jim Devellano, el entonces gerente general buscaba reclutar a Pat LaFontaine, quien había crecido fuera de Detroit y jugaba hockey a nivel júnior en el área; sin embargo, cuando los New York Islanders se quedaron con LaFontaine en el tercer turno de selección, Devellano dirigió su mirada hacia Yzerman, reclutándolo en el cuarto turno.

## Estadísticas
| Temporada                                                    | Equipo             | Liga        |                                          | Temporada regular                        | Temporada regular                        | Temporada regular                        | Temporada regular                        | Temporada regular                        |                                          | Serie eliminatoria                       | Serie eliminatoria                       | Serie eliminatoria                       | Serie eliminatoria                       | Serie eliminatoria |
| Temporada                                                    | Equipo             | Liga        | PJ                                       | Goles                                    | A                                        | Pts                                      | Pun                                      | PJ                                       | Goles                                    | A                                        | Pts                                      | Pun                                      |                                          |                    |
| 1980–81                                                      | Nepean Raiders     | CJHL        | 50                                       | 38                                       | 54                                       | 92                                       | 44                                       | —                                        | —                                        | —                                        | —                                        | —                                        |                                          |                    |
| 1981–82                                                      | Peterborough Petes | OHL         | 58                                       | 21                                       | 43                                       | 64                                       | 65                                       | 6                                        | 0                                        | 1                                        | 1                                        | 16                                       |                                          |                    |
| 1982-83                                                      | Peterborough Petes | OHL         | 56                                       | 42                                       | 49                                       | 91                                       | 65                                       | 4                                        | 1                                        | 4                                        | 5                                        | 0                                        |                                          |                    |
| 1983–84                                                      | Detroit Red Wings  | NHL         | 80                                       | 39                                       | 48                                       | 87                                       | 33                                       | 4                                        | 3                                        | 3                                        | 6                                        | 0                                        |                                          |                    |
| 1984–85                                                      | Detroit Red Wings  | NHL         | 80                                       | 30                                       | 59                                       | 89                                       | 58                                       | 3                                        | 2                                        | 1                                        | 3                                        | 2                                        |                                          |                    |
| 1985–86                                                      | Detroit Red Wings  | NHL         | 51                                       | 14                                       | 28                                       | 42                                       | 16                                       | —                                        | —                                        | —                                        | —                                        | —                                        |                                          |                    |
| 1986–87                                                      | Detroit Red Wings  | NHL         | 80                                       | 31                                       | 59                                       | 90                                       | 43                                       | 16                                       | 5                                        | 13                                       | 18                                       | 8                                        |                                          |                    |
| 1987–88                                                      | Detroit Red Wings  | NHL         | 64                                       | 50                                       | 52                                       | 102                                      | 44                                       | 3                                        | 1                                        | 3                                        | 4                                        | 6                                        |                                          |                    |
| 1988–89                                                      | Detroit Red Wings  | NHL         | 80                                       | 65                                       | 90                                       | 155                                      | 61                                       | 6                                        | 5                                        | 5                                        | 10                                       | 2                                        |                                          |                    |
| 1989–90                                                      | Detroit Red Wings  | NHL         | 79                                       | 62                                       | 65                                       | 127                                      | 79                                       | —                                        | —                                        | —                                        | —                                        | —                                        |                                          |                    |
| 1990–91                                                      | Detroit Red Wings  | NHL         | 80                                       | 51                                       | 57                                       | 108                                      | 34                                       | 7                                        | 3                                        | 3                                        | 6                                        | 4                                        |                                          |                    |
| 1991–92                                                      | Detroit Red Wings  | NHL         | 79                                       | 45                                       | 58                                       | 103                                      | 64                                       | 11                                       | 3                                        | 5                                        | 8                                        | 12                                       |                                          |                    |
| 1992–93                                                      | Detroit Red Wings  | NHL         | 84                                       | 58                                       | 79                                       | 137                                      | 44                                       | 7                                        | 4                                        | 3                                        | 7                                        | 4                                        |                                          |                    |
| 1993–94                                                      | Detroit Red Wings  | NHL         | 58                                       | 24                                       | 58                                       | 82                                       | 36                                       | 3                                        | 1                                        | 3                                        | 4                                        | 0                                        |                                          |                    |
| 1994–95                                                      | Detroit Red Wings  | NHL         | 47                                       | 12                                       | 26                                       | 38                                       | 40                                       | 15                                       | 4                                        | 8                                        | 12                                       | 0                                        |                                          |                    |
| 1995–96                                                      | Detroit Red Wings  | NHL         | 80                                       | 36                                       | 59                                       | 95                                       | 64                                       | 18                                       | 8                                        | 12                                       | 20                                       | 4                                        |                                          |                    |
| 1996–97*                                                     | Detroit Red Wings  | NHL         | 81                                       | 22                                       | 63                                       | 85                                       | 78                                       | 20                                       | 7                                        | 6                                        | 13                                       | 4                                        |                                          |                    |
| 1997–98*                                                     | Detroit Red Wings  | NHL         | 75                                       | 24                                       | 45                                       | 69                                       | 46                                       | 22                                       | 6                                        | 18                                       | 24                                       | 22                                       |                                          |                    |
| 1998–99                                                      | Detroit Red Wings  | NHL         | 80                                       | 29                                       | 45                                       | 74                                       | 42                                       | 10                                       | 9                                        | 4                                        | 13                                       | 0                                        |                                          |                    |
| 1999–00                                                      | Detroit Red Wings  | NHL         | 78                                       | 35                                       | 44                                       | 79                                       | 34                                       | 8                                        | 0                                        | 4                                        | 4                                        | 0                                        |                                          |                    |
| 2000–01                                                      | Detroit Red Wings  | NHL         | 54                                       | 18                                       | 34                                       | 52                                       | 18                                       | 1                                        | 0                                        | 0                                        | 0                                        | 0                                        |                                          |                    |
| 2001–02*                                                     | Detroit Red Wings  | NHL         | 52                                       | 13                                       | 35                                       | 48                                       | 18                                       | 23                                       | 6                                        | 17                                       | 23                                       | 10                                       |                                          |                    |
| 2002–03                                                      | Detroit Red Wings  | NHL         | 16                                       | 2                                        | 6                                        | 8                                        | 8                                        | 4                                        | 0                                        | 1                                        | 1                                        | 2                                        |                                          |                    |
| 2003–04                                                      | Detroit Red Wings  | NHL         | 75                                       | 18                                       | 33                                       | 51                                       | 46                                       | 11                                       | 3                                        | 2                                        | 5                                        | 0                                        |                                          |                    |
| 2004–05                                                      | Detroit Red Wings  | NHL         | Temporada no jugada debido a cancelación | Temporada no jugada debido a cancelación | Temporada no jugada debido a cancelación | Temporada no jugada debido a cancelación | Temporada no jugada debido a cancelación | Temporada no jugada debido a cancelación | Temporada no jugada debido a cancelación | Temporada no jugada debido a cancelación | Temporada no jugada debido a cancelación | Temporada no jugada debido a cancelación | Temporada no jugada debido a cancelación |                    |
| 2005–06                                                      | Detroit Red Wings  | NHL         | 61                                       | 14                                       | 20                                       | 34                                       | 18                                       |                                          | 4                                        | 0                                        | 4                                        | 4                                        | 4                                        |                    |
| Totales OHL                                                  | Totales OHL        | Totales OHL | 114                                      | 63                                       | 92                                       | 155                                      | 130                                      | 10                                       | 1                                        | 5                                        | 6                                        | 16                                       |                                          |                    |
| Totales NHL                                                  | Totales NHL        | Totales NHL | 1514                                     | 692                                      | 1063                                     | 1755                                     | 924                                      | 196                                      | 70                                       | 115                                      | 185                                      | 84                                       |                                          |                    |
| Negrita denota marca personal. * Ganador de la Copa Stanley. |                    |             |                                          |                                          |                                          |                                          |                                          |                                          |                                          |                                          |                                          |                                          |                                          |                    |